# 토마스 스트라코샤
토마스 포타치 스트라코샤(알바니아어: Thomas Fotaq Strakosha, 1995년 3월 19일 ~)은 알바니아의 축구 선수로, 현재 브렌트퍼드에서 뛰고있다. 포지션은 골키퍼이다.